# Све од себе
„Све од себе” је југословенска ТВ мини серија снимљена 1971. године у продукцији Телевизије Београд.

## Улоге
| Глумац                 | Улога      |
| ---------------------- | ---------- |
| Мија Алексић           |            |
| Неда Арнерић           |            |
| Петар Банићевић        |            |
| Иван Бекјарев          |            |
| Љубинка Бобић          |            |
| Стојан Дечермић        |            |
| Светозар Мусулин       | Такмичар 1 |
| Мића Орловић           | Водитељ    |
| Љиљана Петровић        | Певачица   |
| Миодраг Петровић Чкаља |            |
| Драгутин Срећковић     | Такмичар 3 |
| Виктор Старчић         |            |
| Мира Ступица           |            |
| Весна Винцерути        | Такмичар 2 |

Комплетна ТВ екипа ▼
| Редитељ    | Сава Мрмак        |
| Сценариста | Новак Новак       |
| Композитор | Варткес Баронијан |